# Morainvilliers
Morainvilliers este o comună franceză situată în departamentul Yvelines, în regiunea Île-de-France, situată la aproximativ 12 km vest de Saint-Germain-en-Laye.

## Geografie
Comuna situată în câmpia Versailles, Morainvilliers se învecinează cu Ecquevilly la vest, cu Vernouillet, Chapet și Médan la nord, cu Les Alluets-le-Roi la sud, iar cu Villennes-sur-Seine și Orgeval la est.
Comuna este traversată de drumul departamental 113 (fost drumul național 13) și de autostrada Normandiei (A13), însă fără nod rutier pe teritoriul său.
Comuna cuprinde două zone locuite: satul Morainvilliers în partea de sud și cătunul Bures în partea de nord.
Teritoriul este parțial împădurit în zonele sale de la nord și sud (pădurea Alluets). Este străbătut în centru de pârâul Orgeval, care se varsă în Sena la Les Mureaux.

### Climă
În 2010, clima comunei era de tip oceanic al câmpiilor din Centru și de Nord, conform unui studiu a CNRS care se baza pe o serie de date care acoperă perioada 1971-2000. În 2020, Météo-France a publicat o tipologie a climei din Franța metropolitană în care comuna este expusă la un climat oceanic și se încadrează în regiunea climatică sud-vestică a bazinului parizian, caracterizată prin precipitații scăzute, în special în primăvară (120 până la 150 mm) și o iarnă rece (3,5 °C).
Pentru perioada 1971-2000, temperatura medie anuală este de 10,8 °C, cu o amplitudine termică anuală de 14,4 °C. Cantitatea medie anuală de precipitații este de 690 mm, cu 10,5 zile de precipitații în ianuarie și 7,9 zile în iulie. Pentru perioada 1991-2020, temperatura medie anuală observată la stația meteorologică cea mai apropiată, situată în comuna Maule la 7 km distanță în linie dreaptă, este de 11,8 °C, iar cantitatea medie anuală de precipitații este de 677,0 mm.
Pentru viitor, parametrii climatici estimati pentru comună, pentru anul 2050, conform diferitelor scenarii de emisii de gaze cu efect de seră, pot fi consultati pe un site dedicat publicat de Météo-France în noiembrie 2022.

## Urbanism

### Tipologie
La 1 ianuarie 2024, Morainvilliers este clasificată drept centură urbană, conform noii grile comunale de densitate cu șapte niveluri, definită de INSEE (Institutul Național de Statistică și Studii Economice) în 2022. Comuna este situată în afara unității urbane. În plus, comuna face parte din aria metropolitană a Parisului, fiind una dintre comunele de la periferie, această zonă reunind 1.929 de comune. 

## Toponimie
Numele localității este atestat sub forma Morenviller în anul 1077.
Numele „Morainvilliers” derivă fie din numele Moreno, de origine galică, fie din numele germanic Morannus.

## Istorie

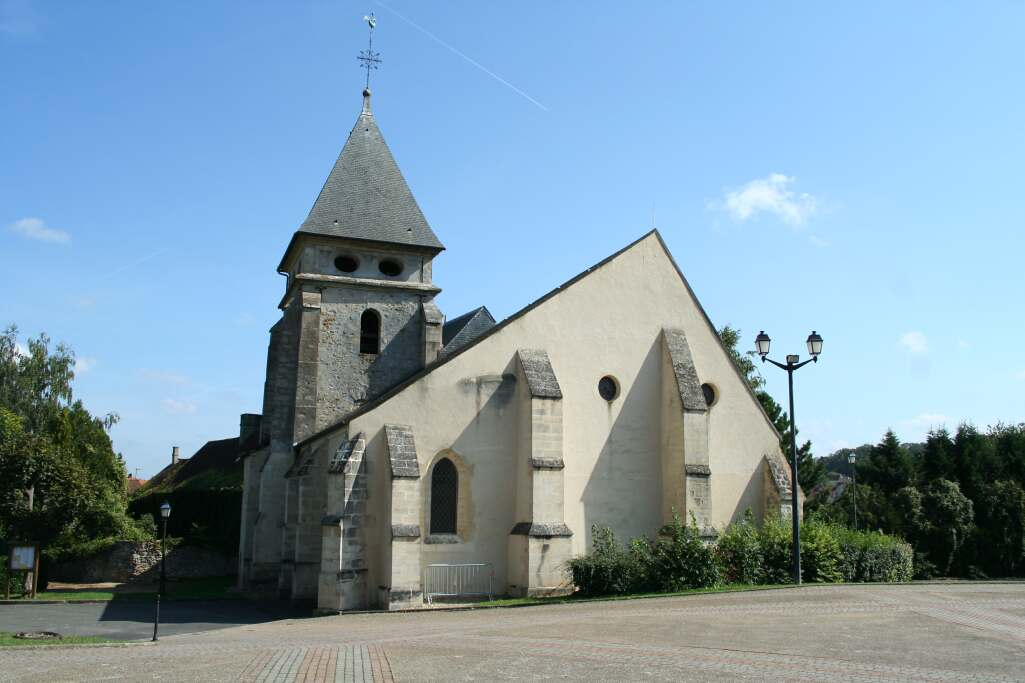
Biserica Saint-Léger.

Comuna Morainvilliers pare să-și tragă numele de la micile cursuri de apă care își au izvoarele pe teritoriul său. Morainvilliers a constituit inițial o seniorie, al cărei castel, situat în apropierea bisericii, a dispărut în prezent.
O familie de Morainvillier (fără „s”, pentru a o distinge de satul Morainvilliers, din care provine probabil) este ilustrată printr-o piatră funerară din secolul al XII-lea aflată în biserica satului. Această familie a făcut parte din anturajul regelui spre sfârșitul secolului al XIV-lea și a realizat o alianță prestigioasă cu moștenitoarea baronilor de Maule în jurul anului 1396.
Familia a fost, de asemenea, stăpână a senioriilor Mareil-sur-Mauldre și Montainville, unde și-au plasat blazonul pe cheile de boltă ale bisericii parohiale. Au încheiat numeroase alianțe cu familiile din regiunea Pincerais.
În biserica din Maule există o capelă a familiei Morainvillier, unde se află pietrele funerare ale lui Louis și Guillaume de Morainvillier. În biserica din Flacourt se găsește piatra funerară a Jacquelinei de Morainvillier (1522), iar inima fiului său, Guillaume de Morainvillier (1533), odihnește alături de mama sa.

## Populația și societatea

### Date demografice
Evoluția numărului de locuitori este cunoscută prin recensămintele populației efectuate în comună începând din 1793. Pentru comunele cu mai puțin de 10 000 de locuitori, un recensământ al întregii populații este realizat la fiecare cinci ani, populațiile legale pentru anii intermediari fiind estimate prin interpolare sau extrapolare.
În 2022, comuna număra 3102 locuitori, în creștere cu +9,5 % față de 2016 (Yvelines: +2,72 %, Franța fără Mayotte: +2,11 %).
| An        | 1793 | 1821 | 1841 | 1856 | 1876 | 1886 | 1901 | 1921 | 1936 | 1962 | 1982 | 2006 | 2014 | 2022 |
| --------- | ---- | ---- | ---- | ---- | ---- | ---- | ---- | ---- | ---- | ---- | ---- | ---- | ---- | ---- |
| Populație | 589  | 526  | 554  | 677  | 620  | 641  | 514  | 430  | 553  | 994  | 1428 | 2362 | 2714 | 3102 |

## Cultură locală și patrimoniu

### Locuri și monumente
- Biserica Saint-Léger: datând din secolul al XII-lea (turnul-clopotniță), secolul al XV-lea (nava, corul, colateralele) și secolul al XIX-lea (capela Fecioarei Maria)[26].
- Biserica din Bures: construită în secolul al XIX-lea.
- Castelul din Bures: datând din secolul al XIX-lea, reconstruit în 1817 pentru Félix Gonse, purtând blazonul familiei sale, care deținea deja proprietatea la sfârșitul Vechiului Regim[27][28].
- Castelul Val Joli: reconstruit în 1882 de Gabrielle Elluini.
- Castelul Benainvilliers: datând din secolul al XIX-lea.
- Castelul Quesnot: datând din secolul al XIX-lea.

### Personalități
- Louis Velle (1926-2023), auteur dramatique, scénariste et comédien, a vécu à Morainvilliers[29].
- Marie-Noëlle Lienemann, senatoare de Paris, locuiește în Morainvilliers.